# 潘萬才
潘萬才（？—1907年），安徽省潁州府阜陽縣（今安徽省阜陽市）人，清朝軍事將領。
同治六年，任遊擊。同治十一年，賜號色克巴圖魯。光緒七年，以總兵記名簡放。光緒九年，署正定鎮總兵。光緒十七年，任淮揚鎮總兵。光緒二十九年，任貴州提督。光緒三十一年，署理江北提督、貴州提督。